# 1554.
◄ | 15. stoljeće | 16. stoljeće | 17. stoljeće | ►
◄ | 1520-ih | 1530-ih | 1540-ih | 1550-ih | 1560-ih | 1570-ih | 1580-ih | ►
◄◄ | ◄ | 1551. | 1552. | 1553. | 1554. | 1555. | 1556. | 1557. | ► | ►►
Arhitektura • Astronomija • Glazba • Kazalište • Kiparstvo • Knjige • Književnost • Kršćanstvo • Medicina • Politika • Pravo • Promet • Slikarstvo • Znanost

## Događaji
- 25. siječnja – osnovan grad Sao Paulo
- 9. veljače – Thomas Wyatt mlađi se predao vladi u Londonu
- 12. veljače – engleska kraljica Jane Grey pogubljena u Londonu zbog pobuna koje su je htjele vratiti na prijestolje
- 18. ožujka – princeza Elizabeta uhićena i zatvorena u Tower
- 23. – 25. lipnja – kraljica Marija I. se udaje za kralja Filipa II.

## Rođenja
- 9. siječnja – Grgur XV., papa (+ 1623.)
- 20. siječnja – Sebastijan I., portugalski kralj (+ 1578.)

## Vanjske poveznice
|  | Zajednički poslužitelj ima još gradiva o temi 1554. |